# Championnat de France de football australien 2013
Navigation
2012 2014
Le Championnat de France de football australien 2013 est la cinquième édition de cette compétition. Il réunit 7 équipes existantes en France et est organisé par le Comité national de football australien. Elle débute le 24 octobre 2012 et s'achève le 1er juin 2013 sur le sacre des Toulouse Hawks pour la première fois de son histoire.

## Clubs participants
| \| Aix-en-Provence Bordeaux Cergy Montpellier Paris Strasbourg Toulouse \| Localisation des clubs engagés dans le championnat. |
| Aix-en-Provence Bordeaux Cergy Montpellier Paris Strasbourg Toulouse                                                           |

Le 5e Championnat de France de football australien réunit 7 clubs répartis en deux divisions:
- Super League :

| Club                  | Ville      | Stade                    | Capacité | Création | Classement 2010-2011 |
| --------------------- | ---------- | ------------------------ | -------- | -------- | -------------------- |
| Bordeaux Bombers      | Bordeaux   | Stade des Bords de Jalle | 1 000    | 2007     | 1                    |
| Paris Cockerels       | Paris      | Stade ASPTT Pantin       |          | 1998     | 2                    |
| Strasbourg Kangourous | Strasbourg | Stade de Hautepierre     | 800      | 2005     | 4                    |
| Toulouse Hawks        | Toulouse   | Stade Robert Barran      | 1 800    | 2008     | 3                    |

- Development League :

| Club                      | Ville          | Stade                               | Capacité | Création | Classement 2010-2011 |
| ------------------------- | -------------- | ----------------------------------- | -------- | -------- | -------------------- |
| Aix-Marseille Dockers     | Marseille      | Stade de la Torse                   |          | 2010     | 2                    |
| Coyotes de Cergy-Pontoise | Cergy-Pontoise | Stade ASPTT Cergy-Pontoise - Ennery |          | 2011     | -                    |
| Montpellier Fire Sharks   | Montpellier    | Parc des Sports de La Grande Motte  |          | 2008     | 1                    |

## Rencontres

### 1ejournée
| Le 20 octobre 2012  | Stade de Hautepierre, Strasbourg | Strasbourg Kangourous | 64 - 168 | Paris Cockerels  |
|                     |                                  |                       |          |                  |
| Le 15 novembre 2012 | Stade Robert Barran, Toulouse    | Toulouse Hawks        | 68 - 98  | Bordeaux Bombers |
|                     |                                  |                       |          |                  |

### 2ejournée
| Le 28 octobre 2012  | Stade La Grande-Motte | Montpellier Fire Sharks | 100 - 0  | Aix-Marseille Dockers     |
|                     |                       |                         |          |                           |
| Le 25 novembre 2012 | Stade La Grande-Motte | Montpellier Fire Sharks | 146 - 51 | Coyotes de Cergy-Pontoise |
|                     |                       |                         |          |                           |

### 3ejournée
| Le 17 novembre 2012 | Stade ASPTT Pantin, Paris        | Paris Cockerels       | 62 - 66  | Bordeaux Bombers |
|                     |                                  |                       |          |                  |
| Le 25 novembre 2012 | Stade de Hautepierre, Strasbourg | Strasbourg Kangourous | 30 - 116 | Toulouse Hawks   |
|                     |                                  |                       |          |                  |

### 4ejournée
| Le 27 avril 2013   | Stade Robert Barran, Toulouse      | Toulouse Hawks   | 128 - 82 | Paris Cockerels       |
|                    |                                    |                  |          |                       |
| Le 8 décembre 2012 | Stade des Bords de Jalle, Bordeaux | Bordeaux Bombers | 158 - 24 | Strasbourg Kangourous |
|                    |                                    |                  |          |                       |

### 5ejournée
| Le 15 décembre 2012 | Stade de la Torse, Marseille | Aix-Marseille Dockers | 100 - 00 | Coyotes de Cergy-Pontoise |
|                     |                              |                       |          |                           |
| Le 30 mars 2013     | Stade de la Torse, Marseille | Aix-Marseille Dockers | 00 - 100 | Montpellier Fire Sharks   |

### 6ejournée
| Le 16 mars 2013 | Stade Robert Barran, Toulouse      | Toulouse Hawks   | 100 - 00 | Strasbourg Kangourous |
|                 |                                    |                  |          |                       |
| Le 16 mars 2013 | Stade des Bords de Jalle, Bordeaux | Bordeaux Bombers | 56 - 94  | Paris Cockerels       |
|                 |                                    |                  |          |                       |

### 7ejournée
| Le 13 avril 2013 | Stade des Bords de Jalle, Bordeaux | Bordeaux Bombers | 42 - 92  | Toulouse Hawks        |
|                  |                                    |                  |          |                       |
| Le 6 avril 2013  | Stade ASPTT Pantin, Paris          | Paris Cockerels  | 236 - 09 | Strasbourg Kangourous |
|                  |                                    |                  |          |                       |

### 8ejournée
| Le 13 avril 2013 | Stade ASPTT Cergy-Pontoise, Ennery | Coyotes de Cergy-Pontoise | 68 - 71 | Montpellier Fire Sharks |
|                  |                                    |                           |         |                         |
| Le 5 mai 2013    | Stade ASPTT Cergy-Pontoise, Ennery | Coyotes de Cergy-Pontoise |         | Aix-Marseille Dockers   |
|                  |                                    |                           |         |                         |

### 9ejournée
| Le 18 mai 2013 | Stade de Hautepierre, Strasbourg | Strasbourg Kangourous | 63 - 154 | Bordeaux Bombers |
|                |                                  |                       |          |                  |
| Le 18 mai 2013 | Stade ASPTT Pantin, Paris        | Paris Cockerels       | 114 - 99 | Toulouse Hawks   |
|                |                                  |                       |          |                  |

### Finale
| Le 1er juin 2013 | Stade Corbarieu, Toulouse | Toulouse Hawks |  | Paris Cockerels |

La finale n'a pas lieu et ce sont les hôtes de la finale, les Toulouse Hawks qui sont déclarés Champion de France.

## Classement
| Pl. | Équipe                | J | V | N | D | PM  | PC  | Pts | Diff  |
| --- | --------------------- | - | - | - | - | --- | --- | --- | ----- |
| 1   | Paris Cockerels       | 6 | 4 | 0 | 2 | 756 | 418 | 18  | + 338 |
| 2   | Toulouse Hawks        | 6 | 4 | 0 | 2 | 603 | 372 | 18  | + 231 |
| 3   | Bordeaux Bombers T CF | 6 | 4 | 0 | 2 | 570 | 403 | 18  | + 167 |
| 4   | Strasbourg Kangourous | 6 | 0 | 0 | 6 | 176 | 932 | 5   | - 756 |

| Pl. | Équipe                    | J | V | N | D | PM  | PC  | Pts | Diff  |
| --- | ------------------------- | - | - | - | - | --- | --- | --- | ----- |
| 1   | Montpellier Fire Sharks T | 4 | 4 | 0 | 0 | 417 | 119 | 16  | + 298 |
| 2   | Aix-Marseille Dockers     | 3 | 1 | 0 | 2 | 100 | 200 | 4   | - 100 |
| 3   | Coyotes de Cergy-Pontoise | 3 | 0 | 0 | 3 | 119 | 317 | 2   | -198  |

Abréviations
T : Tenant du titre

CF : Vainqueur de la Coupe de France